# Messerschmitt Me 410

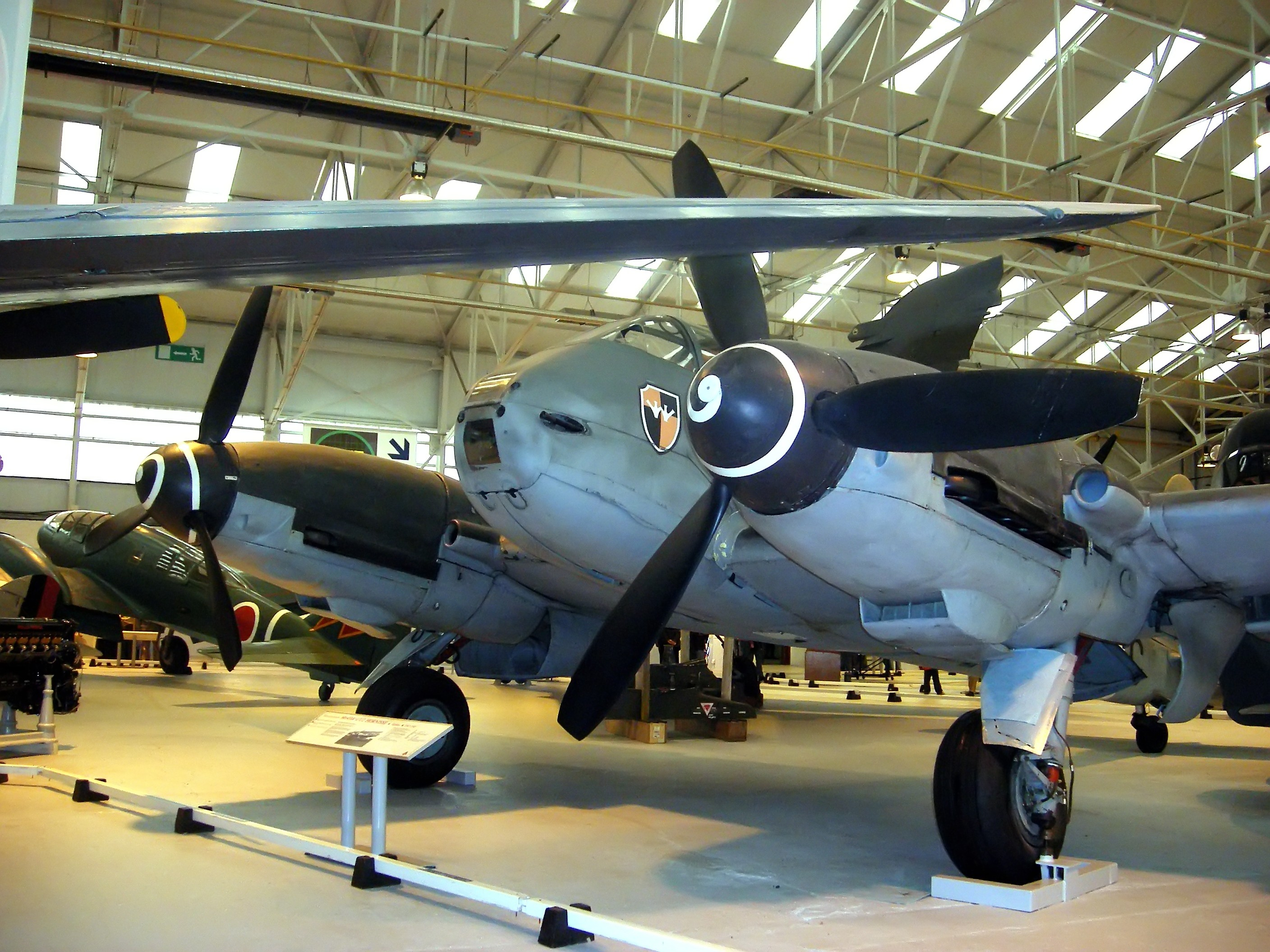

De Messerschmitt Me 410 is een jachtvliegtuig ontworpen door de Duitse vliegtuigontwerper Messerschmitt.
Het Me 410 prototype was een aangepaste Me 210A-0 en verschillende andere Me 210A’s waren omgebouwd naar de Me 410 standaard. De toestellen waren wel voorzien van Daimler-Benz DB 601F motoren. De verbeteringen in de vliegeigenschappen maakte de Me 410 een acceptabeler toestel voor de Luftwaffe die de eerste vijf Me 410A-1’s bommenwerpers in 1943 ontving. Deze uitvoering was voorzien van twee 20 mm MG151/20 kanonnen en twee 7,92 mm MG17 machinegeweren in de rompneus en twee 13 mm MG 131 machinegeweren in de elektrisch bediende koepels die aan de rompzijkant waren aangebracht. De maximum bommenlading bedroeg 2.000 kg.
De vraag naar deze effectieve toestellen begon langzaam toe te nemen met het resultaat dat er een tweede productielijn aan die van Messerschmitt te Augsburg werd toegevoegd. Toen Dornier in het begin van 1944 aan het productieprogramma werd toegevoegd was het Me 410 programma uitgebreid met een aantal subtypen, de Me 410A-1/U1 fotoverkenner, de Me 410A-1/U2 zware jager en de Me 410A-1//U4 voor het aanvallen van bommenwerperformaties met een bewapening van een 50 mm BK5 kanon in de romp.
De Me 410A-1 werd opgevolgd door Me 410A-2 zware jager met twee 30 mm MK108 kanonnen. Deze werd in de subtypen Me 410A-2/U2 die gelijk was aan de Me 410A-1/U1, de Me 410A-2/U2 nachtjager met radar en de Me 410A-2/U4 voor het vernietigen van bommenwerpers die gelijk was aan de Me 410A-1/U4. De laatste van de A serie was de Me 410A-3 verkenningsuitvoering met drie camera’s.
Een belangrijke innovatie in het Me 210 ontwerp was het gebruik van de op afstand bediende koepel. Deze werden bediend door het achterste bemanningslid door middel van een Revi-vizier en een pistoolhandgreep. Deze koepels waren niet gemakkelijk in het onderhoud en de bediening.
In april 1944 werd het eerste verbeterde E serie toestel afgeleverd met de Daimler-Benz DB 603G motoren en deze werd geproduceerd in de Me 410E-1 en Me 410E-2 subtypen die gelijk waren aan de A serie. De Me 410E-3 was een verkenningsuitvoering die gelijk was aan de Me 410A-3, de Me 410E-5 torpedobommenwerper die in de testfase was toen de oorlog eindigde en de Me 410E-6 anti schip uitvoering die in een klein aantal werd gebouwd. Het was voorzien van een FuG 200 Hohentwiel zoekradar en had een bewapening van twee 20 mm MG151/20 kanonnen, twee 30 mm MK103 kanonnen en twee 13 mm MG 131 machinegeweren. De andere projecten werden geannuleerd.
Toen de geallieerden de dagbombardementen in 1944 opvoerden, werd de Me 410 steeds meer ingezet voor de verdediging van Duitsland zelf. Hier werden een aantal overwinningen op de bommenwerpers geboekt maar er werden ook zware verliezen geleden door de escorte jachtvliegtuigen. De productie werd in september 1944 beëindigd nadat er 1.160 Me 410’s waren gebouwd. Hoewel het toestel niet het succes werd dat men had verwacht was het een grote verbetering ten opzichte van de Me 210.
Het project voor de Me 410D nachtjager uitvoering werd uitgerust met Lichtenstein C-1 of SN-2 radar, vlamdempers op de uitlaten en een bewapening van vier 30 mm MK108 kanonnen en twee 20 mm MG151/20 kanonnen in de rompneus en twee 30 mm MK108 kanonnen in de romp in Schräge Musik opstelling. De buitenvleugels werden van hout gemaakt om strategische materialen te besparen. Deze uitvoering werd nooit in operationele dienst genomen.
Vooroorlogse ontwerpen:
S 7 ·
S 8 ·
S 9 ·
S 10 ·
S 13 ·
S 14 ·
S 15 ·
S 16 ·
M 17 ·
M 18 ·
M 19 ·
M 20 ·
M 21 ·
M 22 ·
M 23 ·
M 24 ·
M 25 ·
M 26 ·
M 27 ·
M 28 ·
M 29 ·
M 30 ·
M 31 ·
M 33 ·
M 35 ·
M 36 · 
M 37
Ontwerpen 1933-1945:
Bf 108 · 
Bf 109 ·
Bf 109TL ·
Bf 109Z ·
Bf 110 ·
Bf 161 ·
Bf 162 ·
Me 163 · 
Me 209 ·
Me 210 ·
Me 261 ·
Me 262 · 
Me 263 ·
Me 264 · 
Me 265 · 
Me 290 · 
Me 309 ·
Me 309Z ·
Me 321 · 
Me 323 · 
Me 328 · 
Me 334 ·
Me 410 · 
Me 509 · 
Projecten tot 1945:
P.1051 ·
P.1062 ·
P.1065 ·
P.1070 ·
P.1073 ·
P.1092 ·
P.1095 ·
P.1099 ·
P.1100 ·
P.1101 ·
P.1102 ·
P.1103 ·
P.1104 ·
P.1106 ·
P.1107 ·
P.1108 ·
P.1109 ·
P.1110 ·
P.1111 ·
P.1112
Libelle ·
Schwalbe ·
Wespe ·
P.08.01 ·
Zerstörer Project II
Overig:
C-44